# Argyrogramma laticlavia
Argyrogramma laticlavia är en fjärilsart som beskrevs av Morrison 1875. Argyrogramma laticlavia ingår i släktet Argyrogramma och familjen nattflyn. Inga underarter finns listade i Catalogue of Life.